# Andrzej Bieńkowski (malarz)
Andrzej Bieńkowski (ur. 24 września 1946 w Warszawie) – polski malarz, etnograf, pisarz.

## Życiorys
Syn Władysława Bieńkowskiego (1906–1991), działacza politycznego, socjologa i publicysty oraz Flory z d. Zaborowskiej (1909–1990), powieściopisarki, poetki i dramatopisarki. Brat Ewy Bieńkowskiej.
Andrzej Bieńkowski studiował w Akademii Sztuk Pięknych w Warszawie na Wydziale Malarstwa w pracowni Jana Cybisa oraz na Wydziale Grafiki. Dyplom uzyskał w 1971. W latach 1980–2019 pracował na Wydziale Wzornictwa warszawskiej ASP jako wykładowca, a od 1995 jako profesor, prowadził pracownię malarstwa i rysunku. W 1980 roku rozpoczął badania etnograficzne – projekt Muzyka Odnaleziona. Interesuje go wieś ze swoimi problemami, ale przede wszystkim muzyka, losy i kondycja muzykantów-wiejskich artystów. Poszukuje instrumentów, odnawia je, rekonstruuje dawne kapele wiejskie.
Współpracował z warszawskim Domem Tańca, prezentował swoje nagrania w 2 programie PR (wraz z Marią Baliszewską) w audycjach pt. Muzyka Odnaleziona, a także gościł w magazynie „Źródła” u Anny Szewczuk-Czech. Dokumentuje materiały i nagrania początkowo w Radomskiem, Rawskim, Łódzkim, później także Lubelskim, od 2003 roku na Ukrainie i Białorusi. W trakcie swoich wypraw na wieś zgromadził prywatne archiwum etnograficzne, zawierające nagrania audio, video, zdjęcia (w tym archiwalne) oraz instrumenty. Publikuje swoje zbiory muzyki wiejskiej w wydawnictwie Muzyka Odnaleziona. W 2012 roku założył, wraz ze swoją żoną Małogrzatą Bieńkowską, fundację Muzyka Odnaleziona zajmującą się porządkowaniem, digitalizacją i udostępnianiem archiwum etnograficznego.

## Twórczość
Zadebiutował w latach 1970. Od początku twórczości tworzył sztukę figuratywną, gdzie zarówno groteska, jak i ironia miały swoje ważne miejsce. Swoje obrazy i gwasze zapełniał wymyślonymi człekostworami. Od początku lat 1980. do obrazów Bieńkowskiego zaczyna przenikać fascynacja wsią, folklorem. Pojawiają się postaci wiejskich muzykantów. Artysta ma poczucie, że utrwala obraz rzeczywistości, która wkrótce przestanie istnieć. I rzeczywiście, około 2009 roku Bieńkowski wraca do wymyślonego świata swoich obrazów, tworzy kompilacje wspomnień, anegdot, jakby komiksów na płótnie.

### Ważniejsze wystawy
1976 – Galeria Viotii, Turyn
1980 – Galeria Studio, Warszawa „Niewidzialna dziewica” (wspólnie z T. Ciecierskim, Ł. Korolkiewiczem)
1983 – Galeria Hansa Barlacha, Hamburg, Niemcy
1984 – Pracownia autora, Warszawa (wraz z Elżbietą Sikorską)
1987 – Galeria Stowarzyszenia Historyków Sztuki, Warszawa
1988 – Pracownia Dziekanka, Warszawa (malarstwo, fotografie)
1988 – Galeria Brantebjorg, Nykobing, Dania
1989 – Galeria Pokaz, Warszawa (fotografie, video)
1990 – Instytut Polski, Sztokholm, Szwecja
1990 – Galeria Vision, Sztokholm, Szwecja
1994 – Galeria ZPAP, Warszawa
1995 – Muzeum im. O. Kolberga, Przysucha „Świat obok nas”
1996 – Dom tańca „Wiejscy muzykanci” (fotografie)
1999 – Galeria Aula, ASP Warszawa (wraz z Łukaszem Korolkiewiczem, Włodzimierzem Pawlakiem, Jackiem Sempolińskim)
2000 – Galeria Studio, Warszawa (wraz z Teodorem Bokiem)
2001 – Ambasada Polska, Tokio, Japonia (malarstwo, fotografie, video)
2001 – Muzeum im. O. Kolberga, Przysucha (fotografie, video)
2002 – Rudolstadt, Niemcy (fotografie, video)
2006 – Muzeum im. K. Pułaskiego, Warka
2008 – Muzeum Wsi Radomskiej, Radom (fotografie)
2009 – Muzeum Mazowieckie w Płocku (fotografie, zbiór instrumentów, video)
2009 – Muzeum im. O. Kolberga, Przysucha (fotografie)
2009 – Galeria Gardzienice, Lublin (malarstwo, fotografie)

### Pozostała twórczość Bieńkowskiego
- „Ostatni wiejscy muzykanci-ludzie, obyczaje, muzyka”
- muzyka”, książka nominowana do Nagrody Mediów Publicznych Cogito w 2008 roku i Nagrody Literackiej Gdynia w 2008 roku
- „1000 kilometrów muzyki. Warszawa-Kijów”
- Film dokumentalny z badań terenowych, wątki muzyki żydowskiej w repertuarze muzyków wiejskich, wspomnienia muzykantów grających na żydowskich weselach, zabawach – Muzyka żydowska w pamięci wiejskich muzykantów

## Odznaczenia i nagrody
- Nagroda na Ogólnopolskim Festiwalu sztuk Pięknych, Szczecin 1974
- Nagroda na Międzynarodowym Konkursie na plakat poświęcony Prawom Człowieka, Strasbourg, Francja 1974
- Nagroda za debiut malarski Towarzystwa Sztuk Pięknych, Warszawa 1976
- Nagroda Rektora II stopnia, ASP Warszawa 1987
- Złota Odznaka ZPAP, Warszawa 1993
- Nagroda Rektora I stopnia, ASP Warszawa 1990
- Nagroda im. Oskara Kolberga, 1995
- Nagroda im. Cypriana Kamila Norwida, 2008
- Srebrny medal Gloria Artis, 2014[1][2]